# Joanni Perronet
Joanni Perronet (Franciaország, Párizs, 1877. október 19. – Franciaország, Párizs, 1950. április 1.) olimpiai ezüstérmes francia vívómester.
A legelső újkori nyári olimpián, az 1896. évi nyári olimpiai játékokon, Athénban indult vívásban, egy versenyszámban: tőrvívás vívómestereknek számban ezüstérmes lett. Egyetlen kihívója a görög Leonídasz Pírgosz volt.